# 마크 실드
마크 알렉산더 실드(영어: Mark Alexander Shield, 1973년 9월 2일 ~ )는 오스트레일리아의 은퇴한 축구 심판이다.